# Súdavíkurhreppur
Súdavíkurhreppur é um município na Islândia. Em 2021 tinha uma população estimada em 201 habitantes.